# 冨川元文
冨川 元文（とみかわ もとふみ、1949年2月11日 - ）は、日本の脚本家である。愛知県一宮市出身。

## 略歴
多摩美術大学彫刻科卒業。小学校教師（墨田区立横川小学校。教え子に絵本作家の塚本やすしがいる。）をしていたが、その傍らで放送作家教室に通う。
1977年、TBSのテレビドラマ『愛してます』で脚本家デビュー。
1978年『親切』でNHKの第3回創作テレビドラマ脚本懸賞公募に入選して翌年ドラマ化され、32歳の時にフリーの脚本家となる。
3年後の1982年に大河ドラマ『峠の群像』の脚本に抜擢された。

## 受賞
- 1991年、『二本の桜』『結婚しない女たちのために』で第10回向田邦子賞受賞[2]。
- 1994年、芸術選奨新人賞放送部門受賞。
- 2001年、文化庁新進芸術家在外研修員としてトルコに留学。

## 主な作品

### テレビ
- 愛してます（1977年 TBS／小松吾郎と共同執筆）
- 親切（1979年 NHK／芸術祭優秀賞）
- 峠の群像（1982年 NHK）
- 青春前後不覚（1983年 NHK）
- エノケン―私が愛した喜劇王（1983年 TBS）
- 心はいつもラムネ色（1984～1985年 NHK）
- 砂の上のロビンソン（1988年 NHK）[3]
- 八十日目だなも（1988年 NHK）[4]
- 松本清張サスペンス「拐帯行」（1988年 関西テレビ）
- 高円寺純情商店街（1990年 テレビ朝日）
- 熱きまなざし（1990年 NHK）[5]
- 二本の桜（1991年 NHK／第10回（1991年度）向田邦子賞）
- 結婚しない女達のために（1991年 日本テレビ／第10回（1991年度）向田邦子賞）
- 新十津川物語（1991～1992年 NHK）
- 三十三年目の台風（1993年 NHK）
- ぴあの（1994年 NHK）[6]
- パパ・サヴァイバル（1995年 TBS）
- シリーズ女の厄年（1）結婚！？夫はいらない（1995年 フジテレビ）
- 暴力教師～君に伝えたいこと（1996年 ＮNHK）
- 特効薬漂流す（1996年 テレビ朝日）
- 春さん・夢配達人（1）元気家族の大誤算（1996年 フジテレビ）
- 失業白書（1997年 CBC）
- 緋が走る―陶芸青春記―（1999年 NHK）
- 海の上のラブソング（1999年 テレビ朝日）
- 櫂（1999年 NHK）

### 映画
- うなぎ （1997年／監督 今村昌平）
- 赤い橋の下のぬるい水 （2001年／監督 今村昌平）
- 福耳 （2003年／監督 瀧川治水）
- 出口のない海 （2006年／監督 佐々部清）
- 赤い鯨と白い蛇 （2006年／監督 せんぼんよしこ）
- 家族の日 家族の日公式ページ（2016年／監督 大森青児）